# Národní letiště Minsk
Národní letiště Minsk (IATA MSQ, ICAO UMMS, bělorusky Нацыянальны аэрапорт Мінск, rusky Национальный аэропорт Минск), někdy také nazývané Minsk-2 je hlavní mezinárodní letiště v Bělorusku. Leží zhruba 42 kilometrů na východ od hlavního města Minsku. Je uzlovým letištěm pro společnost Belavia.